# しのらさとし
しのらさとしは、日本の漫画家。たがみよしひさの元アシスタント。代表作は『ごきげん!ミコちゃん』シリーズ。
主にミステリー、伝奇、ホラー漫画を得意とする。ハッピーエンドで話を終える作品は少ない。

## 主な作品

### 単行本
- 夜の波紋（主婦と生活社）1990年 ISBN 978-4-3919-1318-7
  - こら!
  - 第一発見者
  - 夜の波紋
  - 幻想即興曲
  - 冷たい部屋
  - 歪な頭蓋骨
  - 桑実忌
- 夜中にトイレへ行けなくなる話（主婦と生活社）1991年 ISBN 978-4-3919-1352-1
  - 夜中にトイレへ行けなくなる話
  - 早く百歳になりたい
  - ビデオ倫理向上委員会
  - 壁の穴
  - 白く塗れ
  - くさい
  - ゆく年くる年
  - しのらさとしのみなさんのおかげです
- 恐怖の方程式（主婦と生活社）1992年 ISBN 978-4-3919-1388-0
  - 恐怖の方程式
  - 三日月村
  - 中央自動車道
  - 特別天然記念物
  - 俺の歌を聴け
  - AC100V
  - 夜行性パラドックス
  - 人工衛星の恐怖
  - COMIC AUTOMATIONの現状
- ごきげん!ミコちゃん（主婦と生活社）1992年 ISBN 978-4-3919-1401-6
- ミコちゃんはごきげんななめ!（主婦と生活社）1993年 ISBN 978-4-3919-1424-5
  - 要冷蔵
- 死骸妄想（主婦と生活社）1994年 ISBN 978-4-39191501-3
  - 死骸妄想
  - 紫苑
  - 巨人-タイタン-
  - 竜の絆
  - HANGRY?
  - みんな幽霊
  - 眠れる獅子
  - 疫病紙

### 単行本未収録作品
- 夢で逢えたら（徳間書店『ワープin VOL.6』掲載 1986年）
- ごくらくカントリー（JICC出版局『週刊少年宝島』掲載1986年　全8話）
- シグナル　エンデュランス（徳間書店『キャプテンJr.3』掲載 1987年）
- 爆走!!箱入り娘（徳間書店『少年キャプテン』掲載）
- 東京拒否症（徳間書店『少年キャプテン』掲載）
- 騒がしい級友たち（徳間書店『少年キャプテン』掲載）
- もっと!ごきげんミコちゃん（宙出版『アップルミステリー』掲載 1995年）
- ダイナマイト番長（バウハウス『ヤングビンタ』掲載）
- デンタル・ヴァギナ（ぶんか社『本当にあった怖い童話』掲載）
- ワルキューレの伝説（ぶんか社『ほんとうに怖い童話』掲載）
- さまよえるオランダ人（ぶんか社『ほんとうに怖い童話』掲載）
- 白鳥の湖（ぶんか社『ほんとうに怖い童話』掲載）
- 不思議の国のアリス（ぶんか社『ほんとうに怖い童話』掲載）
- 宝島（ぶんか社『ほんとうに怖い童話』掲載）
- メリーさんの羊（ぶんか社『ほんとうに怖い童話』掲載）
- カインとアベル（ぶんか社『ほんとうに怖い童話』掲載）
- シンデレラ（ぶんか社『ほんとうに怖い童話』掲載）
- ふかき者ども（ホビージャパン社『コミックマスター』掲載）クトゥルフ神話モノ

## 挿絵
- きた あきら『API散歩道 上』（ソフトバンク）1994年 ISBN 4-89052-586-6
- きた あきら『API散歩道 下』（ソフトバンク）1995年 ISBN 4-89052-652-8

## テレビドラマ
- 「電気じかけの幽霊」（1992年6月11日放映『世にも奇妙な物語』）- 原作は『恐怖の方程式』収録の「AC100V」。